# Kostelec na Hané

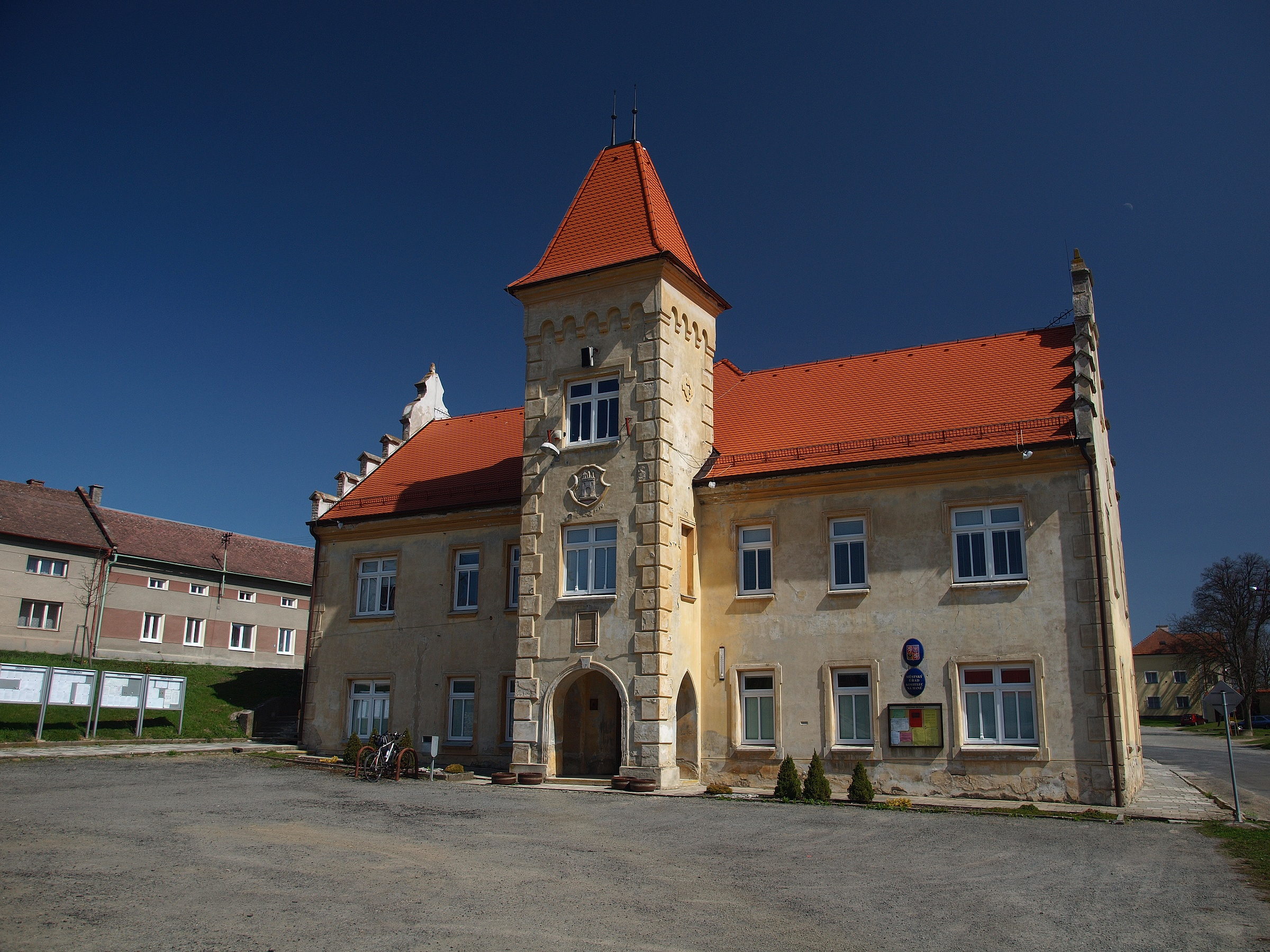
Rathaus

Kostelec na Hané (deutsch Kosteletz in der Hanna) ist eine Stadt in Tschechien. Sie liegt sechs Kilometer nordwestlich von Prostějov und gehört zum Okres Prostějov.

## Geographie
Kostelec befindet sich am südöstlichen Fuße der Bouzovská vrchovina (Busauer Bergland) linksseitig der Romže in der Hanna-Ebene. Nördlich erheben sich der Nad Hraničky (269 m) und Velký Kosíř (Kossirz, 442 m), im Westen die Bílá hora (341 m). In Kostelec zweigen die Eisenbahnstrecken Prostějov nach Chornice bzw. Červenka ab.
Nachbarorte sind Stařechovice im Norden, Slatinky und Kaple im Nordosten, Čelechovice na Hané im Osten, Smržice, Prostějov und Krasice im Südosten, Čechovice, Domamyslice, Mostkovice und Stichovice im Süden, Ohrozim und Lešany im Südwesten, Bílovice und Lutotín im Westen sowie Hluchov im Nordwesten.

## Geschichte
Die erste schriftliche Erwähnung von Kostelec stammt aus dem Jahre 1273, als Nikolaus von Troppau die Herrschaft Plumlov erhielt. 1322 erwarb Vok von Krawarn den Besitz. 1340 wurde Kostelec in einer Urkunde des Olmützer Bischofs Jan Volek als Städtchen bezeichnet. Seit 1391 sind ein Weinberg am Kosíř sowie der Freihof Bezděkovský nachweisbar. Mit dem Skrbenský-Hof (1406), dem Ondrušovský-Hof (1646) und dem Nedomanský-Hof kamen später noch drei weitere Freihöfe hinzu. 1417 verlieh Heinrich von Krawarn dem Städtchen das Heimfallrecht. Um 1450 wurde der Weinbau am Kosíř eingestellt und 1558 erneut ein Weinberg angelegt. 1466 erlosch die Linie der Krawarn von Straßnitz und Plumlov im Mannesstamme und 1495 erwarben die Herren von Pernstein die Güter. Seit 1500 besaß Kostelec das Privileg zweier Jahrmärkte und des freien Weinschanks. Johann von Pernstein bewilligte 1534 die Gründung von Zünften und bestätigte 1539 die Zunftordnung sowie 1548 eine Badeordnung. Unter Jaroslav von Pernstein erhielt das Städtchen 1564 die Braugerechtigkeit. 1599 erwarben die Liechtensteiner die Herrschaft. Karl Eusebius zu Liechtenstein widerrief 1684 sämtliche von seinen Vorgängern erteilten Privilegien und machte die Bewohner robotpflichtig. 1773 wurden hinter Lutotín weitere Weinberge angelegt. Bis 1848 blieb Kostelec den Liechtensteinern untertänig.
Nach der Aufhebung der Patrimonialherrschaften bildete Kostelec eine Marktgemeinde im politischen Bezirk Olmütz und Gerichtsbezirk Plumlov. Seit 1868 gehört sie zum Bezirk Prostějov. Zur Unterscheidung von den acht weiteren mährischen Orten namens Kostelec wurde der Ort zumeist als Kostelec nad Romží oder auch als Kostelec u Prostějova bezeichnet. Seit 1912 wurde der Ortsname Kostelec na Hané gebräuchlich, der nach der Gründung der Tschechoslowakei wegen der 21 Orte dieses Namens im ganzen Land zum amtlichen Namen festgelegt wurde. Am 30. Juni 1970 wurde Kostelec na Hané zur Stadt erhoben. 1992 lebten in den 751 Häusern der Stadt 2699 Menschen.

## Ortsgliederung
Für die Stadt Kostelec na Hané sind keine Ortsteile ausgewiesen.

## Sehenswürdigkeiten
- Kirche des heiligen Jakobus, erbaut 1740–1772 nach Plänen von Anton Erhard Martinelli, vom Vorgängerbau blieb der Turm erhalten
- Rathaus, erbaut 1895, der Rathausturm stammt von 1771
- Gedenkstätte für Petr Bezruč (Pamětní síň Petra Bezruče), in dem Haus verbrachte der Dichter die letzten 19 Jahre seines Lebens
- Naturdenkmal Pod Zápovědským kopcem, Auwald an der Romže, südlich der Stadt

## Persönlichkeiten der Stadt
- Karel Otáhal (1901–1972), Bildhauer und Medailleur
- Petr Bezruč (1867–1958), Dichter, verbrachte in Kostelec sein Lebensabend